# Aimer
Aimer (エメ?, Eme; Kumamoto, 9 luglio 1990) è una cantautrice, compositrice e paroliera giapponese.
Il suo nome viene dal verbo francese "Aimer" che in francese significa "amare". Il suo vero nome è Aimi (愛美, Aimi) . Precedentemente sotto contratto con la Defstar Records nel 2016 ha cominciato a pubblicare musica sotto la major Sony Music Japan, divenendone una degli artisti di punta.

## Biografia
Grazie ai suoi genitori, Aimer ha convissuto con la musica sin da piccola, per questo cominciò a comporre musica con il piano e la chitarra ed a scrivere testi in lingua inglese. All'età di 15 anni ha perso la sua voce a causa di un incidente; durante la sua guarigione acquistò il suo distintivo timbro maturo. Collaborando con diversi artisti di vario genere, componendo musica e comparendo come cantante in numerosi eventi ha acquisito popolarità.
Aimer si unì al gruppo Agehasprings, il quale lavorava con numerosi gruppi, tra i quali i Flumpool, i Superfly ed i Genki Rockets. Nel 2011 pubblicano il concept album Your favourite things, che è una raccolta di cover di numerose canzoni famose e di vario genere. La traccia più popolare dell'album dominò la classifica della categoria jazz di iTunes era una cover di Poker Face di Lady Gaga. L'album raggiunse il secondo posto in classifica.
Il 7 settembre 2011, Aimer debuttò per la Defstar Records con la canzone Rokutousei no Yoru, che fu selezionata da Fuji TV come sigla di chiusura per la serie anime No. 6. Il singolo raggiunse il nono posto sulla classifica di Rekochoku. Il 14 dicembre 2011 pubblica il suo secondo singolo intitolato "Re:pray/ Sabishikute Nemurenai Yoru wa". Re:pray fu scelta come ventinovesima sigla di chiusura del popolare anime Bleach. Il singolo includeva anche una cover di Poker Face di Lady Gaga, la quale fu già inclusa nell'album "your favourite things" nella sua era indie.
Il 22 febbraio 2012 pubblica il suo terzo singolo "Yuki no Furumachi/Fuyu no Diamond", nel quale tutte le tracce avevano come tema cardine l'inverno. L'11 maggio 2012 pubblica il singolo "Hoshikuzu Venus", disponibile esclusivamente in download digitale. Questo singolo fu creato con lo scopo di essere usato come colonna sonora per il drama di Sasaki Nozomi Koi nante Zeitaku ga Watashi ni Ochite Kuru no daro ka?, il quale fu mandato in onda il 16 aprile 2012. Il 15 agosto dello stesso anno, Aimer pubblica il suo quarto singolo "Anata ni Deawanakereba: Kasetsu Toka / Hoshikuzu Venus", il quale include una cover della canzone di Neil Sedaka Breaking Up Is Hard To Do. "Anata ni Deawa Nakereba: Kasetsu Toka" è stata usata come sigla di chiusura per la serie anime Natsuyuki Rendezvous.
Il 20 marzo 2013 Aimer pubblica, in collaborazione con Hiroyuki Sawano, il singolo "RE:I AM", che fu utilizzato come sigla di chiusura per il penultimo episodio della serie Mobile Suit Gundam Unicorn. A quanto detto in un'intervista, il titolo della canzone è "un anagramma del suo nome (Aimer) ed ha il significato di distruggere una parola per ricrearne un'altra". Il suo ottavo singolo Brave Shine, pubblicato il 3 giugno 2015, fu utilizzato come seconda sigla di apertura dell'anime Fate/stay night: Unlimited Blade Works. Un'altra canzone, Last Stardust, candidata come sigla per la medesima serie, appare invece come colonna sonora dell'episodio 20.
Il 18 agosto 2016 Aimer annuncia il suo quarto album in studio, il quale avrebbe rappresentato una vera e propria svolta nella sua carriera. L'album raccoglie collaborazioni con diversi artisti estremamente popolari, quali Taka dei One Ok Rock, Yojiro Noda dei RADWIMPS, TK dei Ling Tosite Sigure, Chelly degli EGOIST, Hiroyuki Sawano, Takahito Uchisawa degli androp, Sukima Switch e Mao Abe. La traccia in collaborazione con Chelly, Ninelie, fu utilizzata come sigla di chiusura della serie anime Kabaneri of the Iron Fortress. Falling Alone composta da Taka è stata utilizzata come traccia pilota dell'album e pubblicata in anteprima su iTunes.
Il 20 agosto 2016 Aimer rivela il suo volto al programma televisivo Music Station con il suo nuovo singolo Chouchou Musubi, pubblicato 2 giorni prima.
Successivamente al suo nuovo album, Aimer pubblica il singolo "Akane Sasu/Everlasting Snow". Akane Sasu è la sigla di chiusura della quinta stagione dell'anime Natsume degli spiriti.
Il 5 gennaio 2017 viene annunciato che Aimer ha scritto una canzone per la mostra di cucina giapponese "Tabegamisama no Fushigina Resutoranten" sotto la direzione artistica di Moment Factory. Il giorno dopo è stato rivelato sul profilo Twitter ufficiale di Aimer che il nome del singolo per l'esibizione sarebbe stato "Uta Chōfūgetsu". Poco dopo fu inoltre annunciato un ulteriore singolo, il quale sarebbe stato usato come sigla di apertura per il drama Ubai ai, fuyu, intitolato "Kogoesōna Kisetsu Kara" e pubblicato come singolo il 10 febbraio 2017. Il 3 maggio 2017, vengono pubblicate due compilation nelle quali sarebbero state comprese le canzoni più di successo di Aimer, Best Selection "Blanc" e "Noir". Nelle compilation sarebbero stati inclusi anche i due nuovi singoli, oltre a numerose canzoni provenienti da tutti i suoi album precedenti. 
Il suo singolo Ref:rain è stato pubblicato in digitale il 18 febbraio 2018 e in copia fisica il 21 febbraio, Ref:rain è stato usato come sigla di chiusura per l'anime di Come dopo la pioggia. Il 7 settembre pubblica Black Bird, usato nella colonna sonora del film live-action tratto da Kasane. Aimer canta in I beg you, tema principale di Fate/stay night: Heaven's Feel - II. lost butterfly e composto da Yuki Kajiura. Subito dopo l'uscita del film nelle sale, lo stesso brano ha scalato le classifiche di Oricon posizionandosi al primo posto con 31 000 copie vendute in una settimana.
Il 10 aprile 2019 pubblica il doppio album Sun Dance & Penny Rain. Aimer canta la prima sigla di chiusura della prima stagione di Vinland Saga con la canzone Torches. Il 25 marzo 2020 pubblica il singolo Haru wa Yuku, usato come tema musicale in Fate/stay night: Heaven's Feel - III. spring song. La sua canzone Spark-Again viene usata come prima sigla d'apertura della seconda stagione dell'anime di Fire Force.
Nel 2021 prende parte alla composizione della sigla d'apertura Zankyosanka e a quella di chiusura Asa ga Kuru della seconda stagione di Demon Slayer Il capitolo del treno Mugen. La sua canzone Deep down viene usata come sigla di chiusura dell'episodio 9 dell'anime del 2022 Chainsaw Man e pubblicata come singolo il 14 dicembre 2022. La sua canzone Escalate viene usata come sigla d'apertura per Nier: Automata Ver1.1a, serie anime trasmessa dal 7 gennaio 2023. La sigla di chiusura di Ranking of Kings - The Treasure Chest of Courage è Atemonaku cantata da Aimer e pubblicata come singolo il 22 aprile 2023.
Il 26 luglio 2023 viene pubblicato il suo settimo album Open a Door.
Aimer esegue la canzone Shiroiro Kagerō usata come tema per la seconda stagione della serie live action del 2023 tratta dal manga Ooku - Le stanze proibite.

## Discografia

### Album in studio
- 2012 - Sleepless Nights
- 2014 - Midnight Sun
- 2015 - Dawn
- 2016 - Daydream
- 2019 - Sun Dance & Penny Rain
- 2021 - Walpurgis
- 2023 - Open a Door

### Raccolte
- 2017 - Best Selection "Blanc"
- 2017 - Best Selection "Noir"
- 2022 - Hoshi no Kieta Yoru ni

### Album dal vivo
- 2017 - Aimer Live in Budokan "blanc et noir"
- 2018 - Aimer Special Concert with Slovak National Radio Symphony Orchestra "Aria Strings"